# Vavoua
Vavoua är en ort i Elfenbenskusten. Den ligger i distriktet Sassandra-Marahoué i den centrala delen av landet, 150 km väster om huvudstaden Yamoussoukro. Folkmängden uppgår till cirka 70 000 invånare.